# Saint-Barthélemy-le-Meil

Saint-Barthélemy-le-Meil este o comună în departamentul Ardèche din sud-estul Franței. În 1 ianuarie 2022 avea o populație de 203 de locuitori.